# Turgut, Yunak
Turgut là một thị trấn thuộc huyện Yunak, tỉnh Konya, Thổ Nhĩ Kỳ. Dân số thời điểm năm 2011 là 1.029 người.